# J.P. Prince
J.P. Prince (ur. 14 lipca 1987 w Jackson) – amerykański koszykarz występujący na pozycjach rzucającego obrońcy lub niskiego skrzydłowego.
Jest kuzynem Tayshauna Prince'a.
W 2005 wystąpił w meczu wschodzących gwiazd - Nike Hoop Summit.
Grał w lidze NCAA w Arizona Wildcats i Tennessee Volunteers. W 2010 kandydował do draftu NBA, ale nie został wybrany. Nieco później wystąpił w letniej lidze NBA, w barwach Washington Wizards.
W sezonie 2010/11 występował w tureckim klubie Antalya Büyükşehir Belediyesi. W TBL średnio zdobywał 15,8 punktów na mecz.
W listopadzie 2011 podpisał kontrakt z chińskim zespołem Dongguan NewCentury Leopards. W marcu 2012 roku przeniósł się do wenezuelskiego Guaiqueríes de Margarita.
W sezonie 2012/13 powrócił do Turcji, podpisując kontrakt z Mersin BB. 
10 października 2013 podpisał kontrakt z Turowem Zgorzelec. Dwukrotnie wybierany był najlepszym zawodnikiem miesiąca w Polskiej Lidze Koszykówki. Został również wybrany MVP sezonu zasadniczego 2013/14.
W sezonie 2013/2014, jako ósmy zawodnik w historii, osiągnął triple-double w Polskiej Lidze Koszykówki.
8 stycznia 2018 został zawodnikiem Sharks Antibes.
12 lipca 2019 dołączył do ENEA Astorii Bydgoszcz. 5 września opuścił klub.

## Osiągnięcia
Na podstawie, o ile nie zaznaczono inaczej.
NCAA
- Uczestnik rozgrywek:
  - Elite 8 turnieju NCAA (2010)
  - Sweet 16 turnieju NCAA (2008, 2010)
  - II rundy turnieju NCAA (2006, 2008–2010)
- Rezerwowy Roku Konferencji SEC (2008)
- Zaliczony do I składu turnieju CAA regionu środkowo-zachodniego (2010)

Drużynowe
- Mistrz:
  - Polski (2014)
  - Belgii (2015)
- Zdobywca:
  - Pucharu Belgii (2015)
  - Superpucharu Belgii (2014)
- Finalista Pucharu Polski (2014)
- Uczestnik:
  - Eurocupu (2014/15)
  - rozgrywek VTB (2013/14)

Indywidualne
- MVP:
  - sezonu PLK (2014)[12]
  - miesiąca PLK (styczeń, kwiecień 2014)
- Zaliczony do I składu PLK (2014)[13]
- Lider:
  - strzelców PLK (2014)[14]
  - ligi tureckiej w przechwytach (2013)